# (9601) 1991 UE3
(9601) 1991 UE3 là một tiểu hành tinh vành đai chính. Nó được phát hiện bởi Seiji Ueda và Hiroshi Kaneda ở Kushiro, Hokkaidō, Nhật Bản, ngày 18 tháng 10 năm 1991.